# Ennetbürgen
Ennetbürgen é uma comuna da Suíça, no Cantão Nidwald, com cerca de 4.149 habitantes. Estende-se por uma área de 17,70 km², de densidade populacional de 234 hab/km². Confina com as seguintes comunas: Beckenried, Buochs, Gersau (SZ), Stans, Stansstad, Vitznau (LU), Weggis (LU).
A língua oficial nesta comuna é o Alemão.